# 科利 (阿肯色州)
科利（英語：Corley）是位於美國阿肯色州洛根縣的一個非建制地區。該地的面積和人口皆未知。

## 地理
科利的座標為35°12′48″N 93°38′05″W / 35.21333°N 93.63472°W，而該地的平均海拔高度為438米（即1437英尺）。